# Kraftwerk Langenegg
Das Kraftwerk Langenegg ist ein Speicherkraftwerk der illwerke vkw und liegt im Gemeindegebiet von Langenegg im Bregenzerwald am rechten Flussufer der Bregenzer Ache. Aktuell besitzt das 1979 in Betrieb genommene Kraftwerk eine installierte Leistung von 74 MW und produziert jährlich mehr als 211 GWh an elektrischer Energie.
Zunächst wird im Rahmen der Wasserzuleitung für das Kraftwerk Wasser von der Subersach und dem dieser zufließenden Wüstebach gefasst und der Bolgenach über den 3,8 Kilometer langen Hittisbergstollen zugeführt. Die Bolgenach selbst wird in einer Schluchtenverengung schließlich zum Speicher Bolgenach aufgestaut, der mit seinem Nutzinhalt von 6,5 Millionen Kubikmeter Wasser als Wochenspeicher konzipiert ist.
Grundsätzlich nutzt das Kraftwerk zur Energieerzeugung die Gefällestrecke zum Speicher Bolgenach, dessen gespeichertes Wasser über den 5,9 Kilometer langen Rotenbergstollen dem Krafthaus zugeleitet wird. Im Kraftwerk selbst kommen zwei Maschinensätze mit je einer Francis-Turbine und einem Generator zum Einsatz. Die elektrische Energie wird vom Kraftwerk aus direkt zum nahegelegenen Umspannwerk Vorderwald transportiert. Bedient wird das Kraftwerk per Fernüberwachung von der Hauptschaltleitung in Bregenz aus.
Das Kraftwerk Langenegg gibt sein Wasser gemeinsam mit dem nahegelegenen Kraftwerk Alberschwende über den unterhalb parallel zur Bregenzer Ache angelegten Seitenspeicher Bozenau kontrolliert in die Bregenzer Ache zurück und vermeidet auf diese Weise Schwallbildungen.